# Ћиковићи
Ћиковићи су бивше насељено место у саставу града Каства, Приморско-горанска жупанија, Република Хрватска.

## Историја
До нове територијалне организације налазили су се у саставу бивше велике општине Ријека. Насеље је на попису 2011. године укинуто и припојено насељу Кастав.

## Становништво
На попису становништва 1991. године, насељено место Ћиковићи је имало 1.790 становника, следећег националног састава:
| Попис 1991.‍   | Попис 1991.‍  | Попис 1991.‍ | Попис 1991.‍ | Попис 1991.‍ |
| ------------- | ------------ | ----------- | ----------- | ----------- |
|               |              |             |             |             |
| Хрвати        | Хрвати       |             | 1.339       | 74,80%      |
| Срби          | Срби         |             | 131         | 7,31%       |
| Југословени   | Југословени  |             | 63          | 3,51%       |
| Муслимани     | Муслимани    |             | 56          | 3,12%       |
| Словенци      | Словенци     |             | 43          | 2,40%       |
| Италијани     | Италијани    |             | 18          | 1,00%       |
| Мађари        | Мађари       |             | 7           | 0,39%       |
| Македонци     | Македонци    |             | 6           | 0,33%       |
| Црногорци     | Црногорци    |             | 5           | 0,27%       |
| Чеси          | Чеси         |             | 3           | 0,16%       |
| Словаци       | Словаци      |             | 2           | 0,11%       |
| Пољаци        | Пољаци       |             | 1           | 0,05%       |
| неопредељени  | неопредељени |             | 79          | 4,41%       |
| регион. опр.  | регион. опр. |             | 7           | 0,39%       |
| непознато     | непознато    |             | 30          | 1,67%       |
| укупно: 1.790 |              |             |             |             |